# Muri
Muri (toponimo tedesco; già Muri (Freiamt)) è un comune svizzero di 7 761 abitanti del Canton Argovia, nel distretto di Muri del quale è capoluogo.

## Storia
Il comune di Muri è stato istituito nel 1816 con la fusione di quattro delle comunità di villaggio dell'antico circolo di Muri; Aristau costituì invece un nuovo comune autonomo.

### Simboli
Sui sigilli comunali tra il 1811 e il 1872, era rappresentata la colonna della flagellazione di Cristo, storico simbolo della regione del Freie Ämter. Nel 1930 fu adottato lo stemma dell'ex monastero di Muri, introdotto dall'abate Johannes Feierabend nel 1508. Il muro inizialmente aveva tre file di mattoni, ma dal 1972 ne furono rappresentate solo due, sulla base di un disegno dello stemma abbaziale del 1618. Lo stemma del distretto, invece, è rimasto invariato.

## Monumenti e luoghi d'interesse

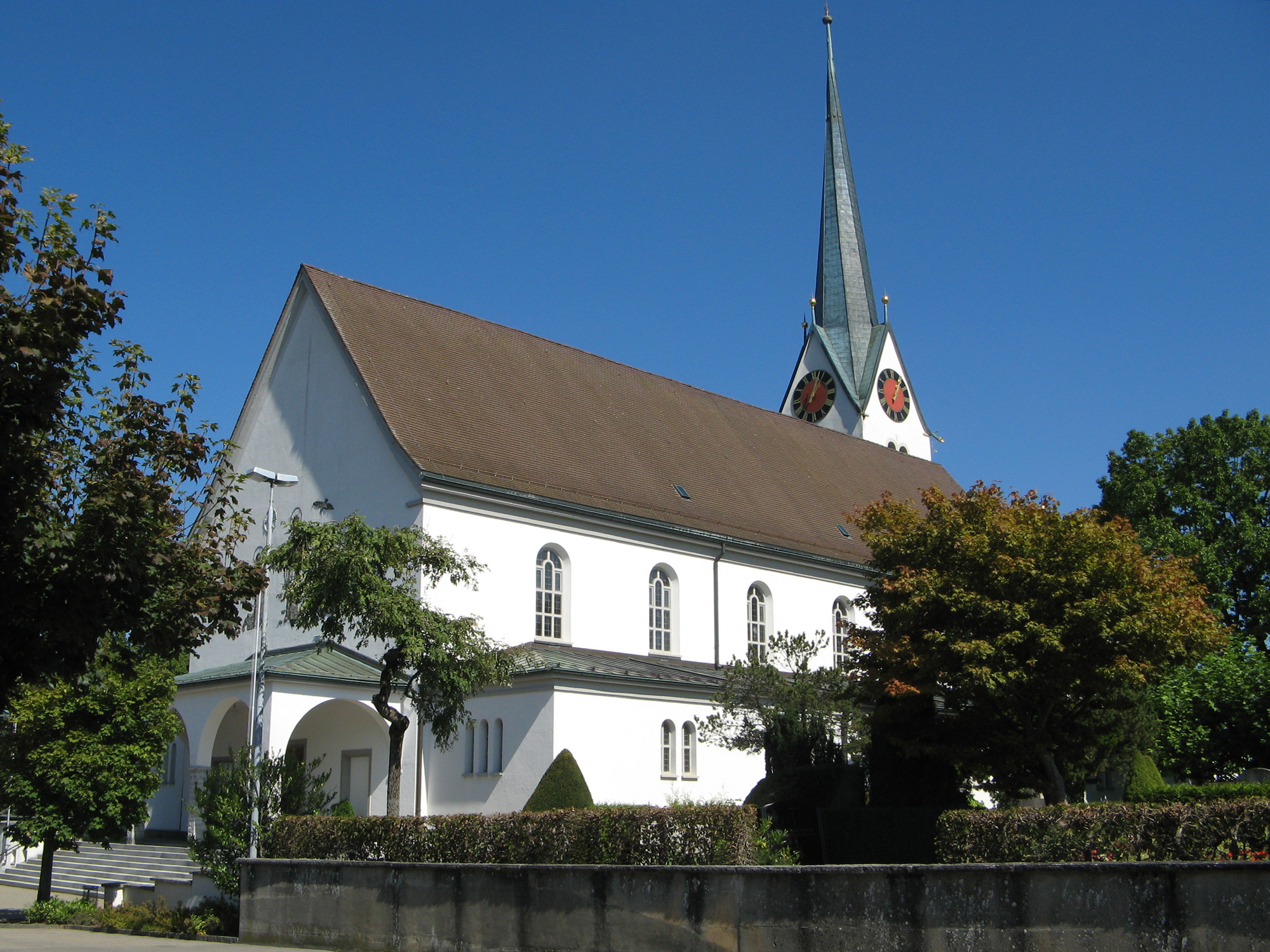
La chiesa cattolica di San Goar

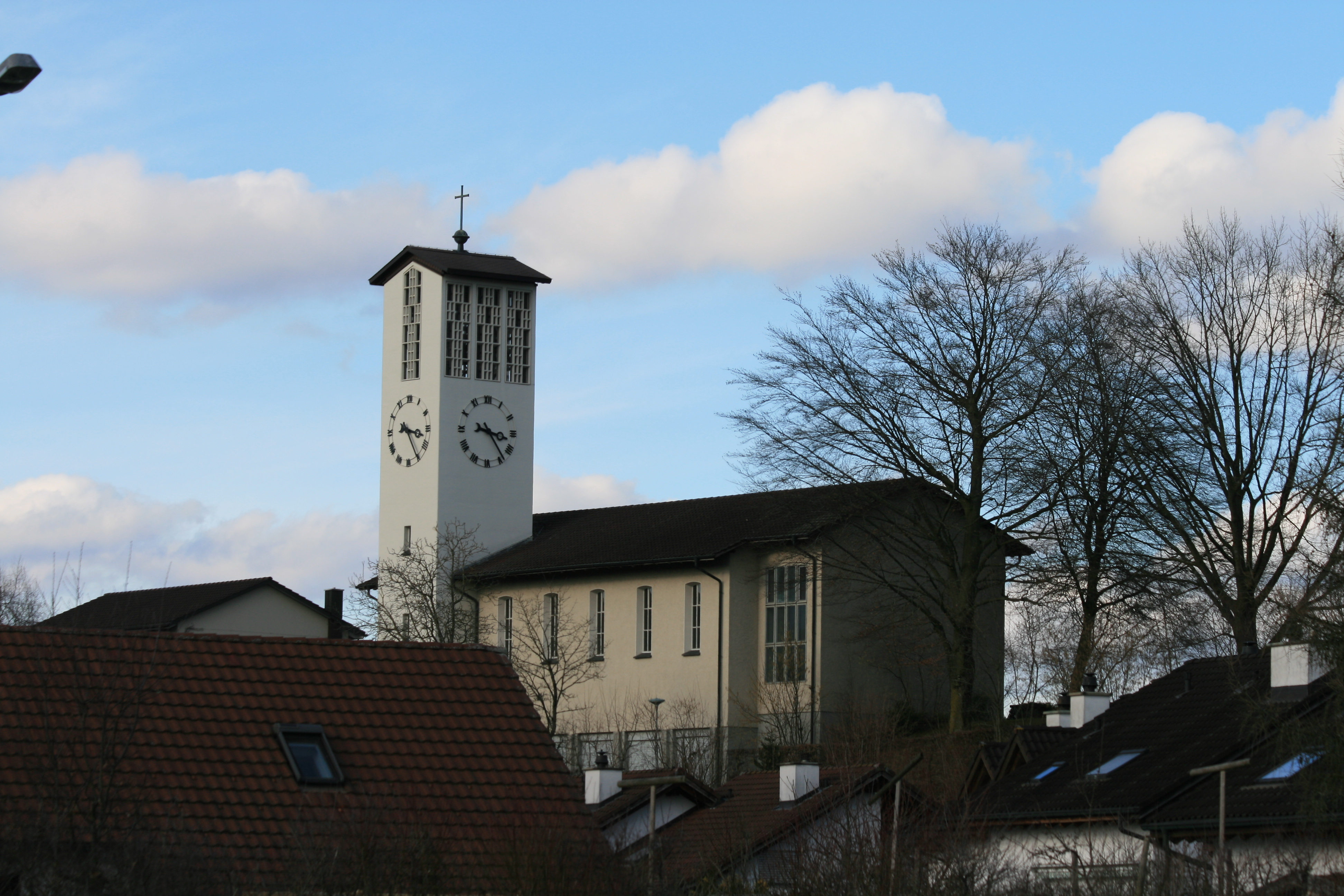
La chiesa riformata

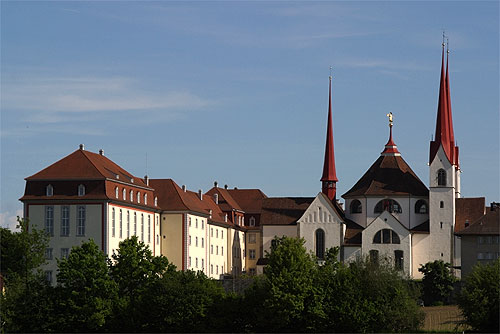
L'abbazia di Muri

- Chiesa cattolica di San Goar, ricostruita nel 1335, nel 1584, nel 1640-1646 e nel 1935-1936[1];
- Chiesa riformata, eretta nel 1954-1955[1];
- Abbazia di Muri, fondata dagli Asburgo nel 1027 e soppressa nel 1841[4].

## Società

### Evoluzione demografica
L'evoluzione demografica è riportata nella seguente tabella:
Abitanti censiti

## Geografia antropica

### Frazioni
- Egg
- Hasli
- Langenmatt
- Muri-Dorf
- Muri-Wey
- Wili

## Infrastrutture e trasporti

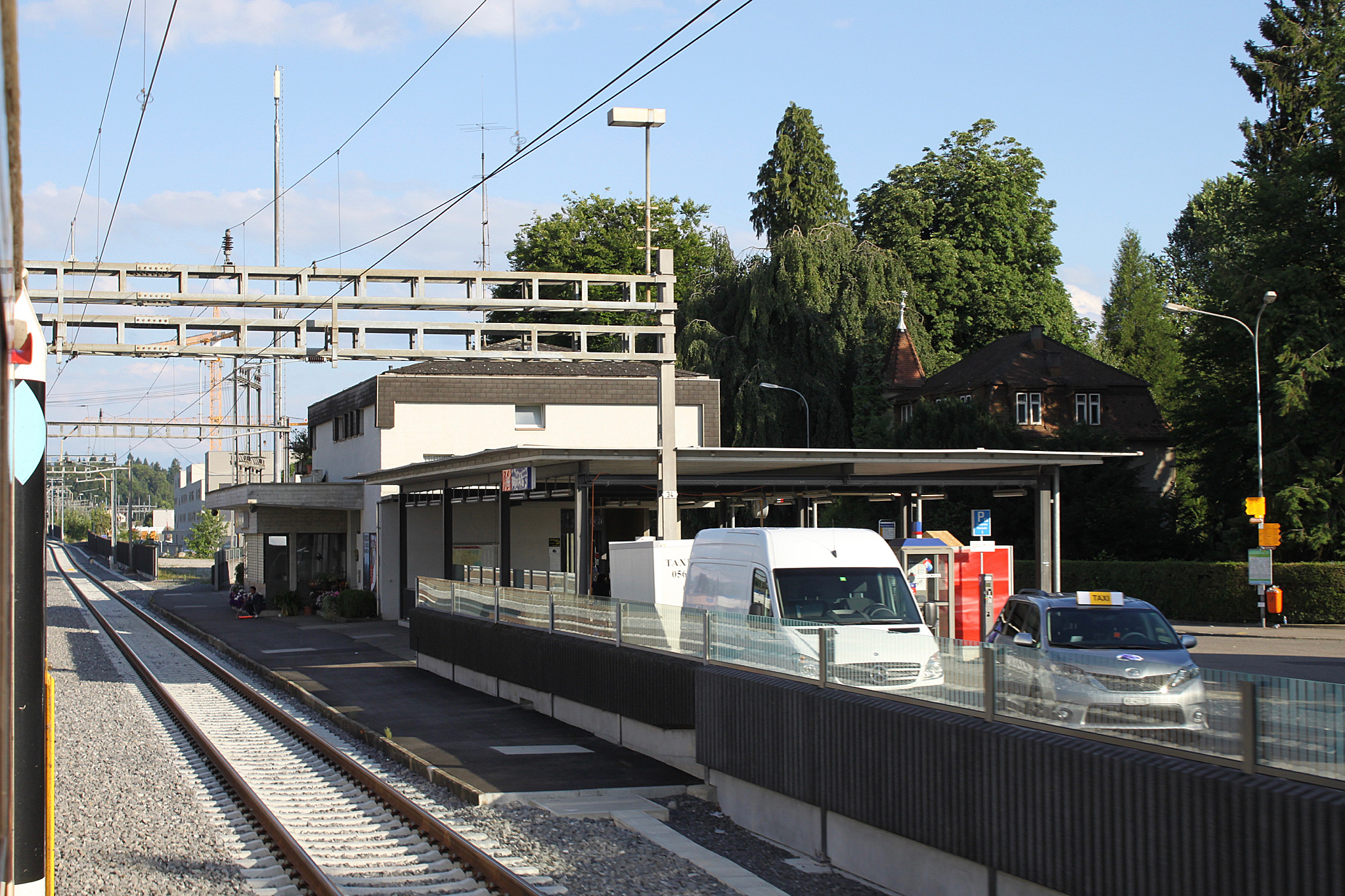
La stazione di Muri AG

Muri è servito dall'omonima stazione sulla ferrovia Brugg-Immensee (linea S26 della rete celere dell'Argovia).

## Amministrazione
Ogni famiglia originaria del luogo fa parte del cosiddetto comune patriziale e ha la responsabilità della manutenzione di ogni bene ricadente all'interno dei confini del comune.